# Café frío
El café frío es una variante fría del café bebido normalmente caliente.

## Preparación
El café frío puede ser hecho de muchas maneras según se desee. Puede ser preparado incluyendo cubos de hielo en un vaso con café caliente, o previamente se puede enfriarlo sin la ayuda de los mismos. Muchas veces son agregados a esta bebida otros ingredientes tales como crema, helado, u otros a gusto.

## Variantes
Muchas veces el café frío varía según la zona del planeta que se tome. Por ejemplo en algunos lugares de mundo es común observarlo en supermercados (Ejemplo: Reino Unido) mientras que en otros lugares sólo es preparado en restaurantes, bares, o en casas propias.

## Recetas
Pueden ser tomado tanto en un desayuno, como después de una buena comida.
- Elabore café en una taza o jarra (agua caliente y 2 cucharadas de café aproximadamente)

- Coloque el café en la heladera por unas horas

- Llene un vaso de cubos de hielo y vierta el café

- Agregue leche, azúcar o edulcorante a gusto

- Si se desea puede ser preparado de otra forma sin enfriarlo previamente

- Verter helado y/o crema en el recipiente o taza de café

El café caliente gracias a la acción del helado se convertirá frío con un agradable sabor. También pueden ser agregadas galletas molidas si se gusta.